# Арчибалд Рајс
Родолф Арчибалд Рајс (Хаузах, 8. јул 1875 — Београд, 8. август 1929) био је швајцарски форензичар, публициста и универзитетски професор. Предавао је на Универзитету у Лозани. Истакао се као криминолог радом на истраживању злочина над српским становништвом у време Првог светског рата.

## Живот и каријера
Рођен је 8. јула 1875. године као осмо дете, од укупно десет, у породици немачког порекла, оца Фердинанда Рајса, земљопоседника и Паулине Забине Ане Габријеле, у месту Хехцберг (данас део Хаузаха), у јужнонемачкој покрајини Баден. После завршеног основног и средњег образовања у Немачкој, отишао је због лошег здравственог стања на студије у Швајцарску, у романски кантон Во.
Звање доктора хемије стекао је већ у 22. години, и бива изабран за асистента за фотографију, а потом је постао признати доцент за ту област, на Универзитету у Лозани. За редовног професора криминалистике именован је 1906. године. Као професор бавио се предано научним радом и стекао углед криминолога светског гласа.
Године 1912, за време Првог Балканског рата, био је репортер у Солуну. Никола Цоловић описује Рајса као великог љубитеља српске шљивовице.

### Ангажовање у Србији
На позив српске владе Рајс је 1914. године дошао у Србију да истражује злочине аустроугарске, немачке и бугарске војске над цивилним становништвом. Написао је многе књиге и радове поводом тога, а често је слао извештаје који су објављивани у угледном часопису неутралне Швајцарске, Газет (Gazette). Тиме је као угледни професор и криминолог извештавао свет и кварио пропагандну слику Немаца и Аустроугара о Србима као дивљачком народу.
Био је члан делегације југословенске владе на Мировној конференцији у Паризу. Заволео је српског војника-сељака и српски народ и до краја живота остао у Србији.
Са српском војском прешао је Албанију, Солунски фронт и са Моравском дивизијом умарширао у ослобођени Београд, новембра 1918. године. После рата модернизовао је техничку полицију при Министарству унутрашњих послова нове државе. Тадашња криминалистичка техника по мишљењу америчких истраживача који су путовали по Европи циљно проучавајући овај вид полиције, била је на веома високом нивоу. Међутим, Арчибалд Рајс, разочаран неким негативним појавама у друштвеном и у политичком животу, као и изостанком подршке, повукао се пред крај живота из свих јавних функција. Живео је скромно у својој вили „Добро поље“ (Топчидер) у Београду, где је и умро.
Један од амфитеатара на Криминалистичко-полицијском универзитету у Београду носи његово име.
У септембру 1928. године Рајс је намеравао да оде из Краљевине СХС. У интервјуу за Политику изјавио је:
Али, свако стрпљење има својих граница. И моје је исцрпљено до најдаљих граница. Мој рад се толико омета и багателише, да ми се довољно ставља на знање како вам више нисам потребан“. Рајс даље објашњава како је са пријатељима из многих београдских друштава годину дана радио на организацији прославе десетогодишњице пробоја Солунског фронта: „Међутим, господин др. Маринковић, не обавештавајући о томе одбор, негирао је цео тај посао. Одређен је један нови одбор који ће да припреми прославу. А прослава је заказана за осми октобар. Зашто? Какав је то знаменити дан осми октобар у историји вашега народа.

### Смрт
Преминуо је 8. августа 1929. године у 4.30 сати, у Београду. Узрок смрти била је мождана кап као последица жучне свађе са првим суседом, бившим министром, Миланом Капетановићем који га је по неким сведочењима опсовао.
У три сата поподне, 9. августа 1929. године, тело др Рајса било је пренесено аутомобилом у Општу државну болницу, где је, према последњој жељи покојниковој, требало да се извади његово срце ради преноса на Кајмакчалан. Секцију је извршио проф. др Милован Миловановић. Потом су посмртни остаци Рајса пренесени у Официрски дом, где су били и изложени на почасном катафалку, све до сахране, која је обављена 10. августа 1929. године, у поподневним часовима, на топчидерском гробљу. Сахрањен је са војним почастима и по православном обреду, крај своје миљенице мале Наде Фавра. Чинодејствовао је обавио карловачки владика Иринеј са 15 свештеника. На спроводу су узели учешћа поред изасланика краља Александра I Карађорђевића, представника Владе, представника грађанских и војничких власти, огромног броја народа, разних културних и хуманих организација, и велики број ратника, другова са фронта Арчибалда Рајса. По завршетку опела приступило се опроштајним говорима.
По сопственој жељи његово извађено срце однесено је у урни на Кајмакчалан, где је сахрањено заједно са осталим ослободиоцима Солунског фронта. На урни (која је поломљена приликом једног налета Бугара у Другом светском рату) је писало:
Овде у овој урни

на врху Кајмак-чалана

Златно Срце спава

Пријатеља српског

из најтежих дана

Војника правде, истине и права

Швајцарца Рајса

## Дела
Имао је многе запажене радове у својој струци: Судска фотографија (La photographie judiciaire, Paris 1903); Приручник говорног портрета (Manuel du portrait parlé, Paris 1905) која је преведена на 10 језика; Приручник полицијске науке (Manuel de Police scientifique (technique), I. Vols et homicides, Lausanne-Paris, 1911) у  тома, од којег је само први завршен и објављен Крађе и убиства.
У току и после рата објавио је бројне ратне и политичке публикације, од којих су неке од великог значаја за историју Србије. Аутор је колекције од 10 хиљада фотографија, ту колекцију је донео Ерик Сапин из Лозане у Београд ради дешифровања догађаја и места на њима.
Пред крај живота објавио је свој ратни дневник у књизи под насловом Шта сам видео и проживео у великим данима(1928). Пре тога, 1924. године објављује Писма са српско-македонског фронта (1916—1918). Као своје посмртно завештање српском народу оставио је необјављен рукопис књиге „Чујте Срби, чувајте се себе!“, на француском језику, у оригиналу Ecoutez les Serbes!. Ова књига је завршена 1. јуна 1928. године, а 2004. године је штампана у великом тиражу и дељена бесплатно. Заслуге за ово су имале фондација „Др Арчибалд Рајс“ из Београда и Шабачко-ваљевска епархија.
Током 2014. објављена је и књига „Др Арчибалд Рајс - Ратни извештаји из Србије и са Солунског фронта - необјављени текстови на српском језику“.
О њему је 2014. године снимљен документарни филм „Чујте Срби!: Арчибалд Рајс у Србији 1914-2014“. Постоји роман „Шифра Рајс” чији је аутор Лазар Јовановић.

## Признања
- Поводом 50. рођендана 1925, Мачвански Прњавор му је дао диплому почасног грађанина.[18]
- Др Арчибалд Рајс је 1926. године постао почасни грађанин града Крупња.
- Такође 1926. године југословенски министар и генерал Душан Трифуновић Рајса прогласио почасним капетаном I класе пешадије Војске Краљевине СХС.[19]
- Неколико улица у Србији (Београд, Крушевац, Нови Сад, Зајечар) и Републици Српској (Бања Лука), носи његово име. У Бијељини је крајем јануара 1924. одлучено да се једна улица назове по њему.[20]
- У новембру 2013. одато му је признање у French Forensic Science Hall удружења Fame of the Association Québécoise de Criminalistique.[21]
- У порти цркве Вазнесења господњег у Крупњу 1994. године подигнута је спомен-чесма њему у част.
- У Обреновцу је постављена бронзана плоча са његовим ликом на зиду некадашњег хотела Антоновић.[22]
- Широм Србије (Београд, Прњавор) и Републике Српске откривена су спомен-обележја у знак признања Српског народа делу Арчибалда Рајса
- Кућа др Арчибалда Рајса, у којој је он живо до смрти, а налази се у Београду, у Булевару војводе Мишића 73, код Цареве ћуприје. Проглашена је за непокретно културно добро као споменик културе.[23]
- Носилац је неколико Српских одликовања и медаља за заслуге у Првом светском рату.
- Од 1.децембра 2003. основна школа Стјепан Стево Филиповић која се налази у београдском насељу Карабурма промијенила је назив у  Др Арчибалд Рајс[24]
- Школи за криминалистику у оквиру Факултета за право, криминалистику и јавну управу Универзитета у Лозани (UNIL), 27. маја 2016. поводом 100 година од успостављања сталног дипломатског представништва Србије у Швајцарској предана је биста др Арчибалда Рајса. Биста је дар Републике Србије и Удружења српско-швајцарског пријатељства „Др Арчибалд Рајс“.[25]

## Дела
- Судска фотографија (La photographie judiciaire, Paris 1903);
- Приручник говорног портрета (Manuel du portrait parlé, Paris 1905) која је преведена на 10 језика;
- Приручник полицијске науке (Manuel de Police scientifique (technique), I. Vols et homicides, Lausanne-Paris, 1911) у  тома, од којег је само први завршен и објављен
- Крађе и убиства
- Шта сам видео и проживео у великим данима(1928).
- Писма са српско-македонског фронта (1916—1918).
- Чујте Срби!, на француском језику, у оригиналу

## Галерија
- Нећакиња Арчибалда Рајса Нада, покрај које је сахрањен
- Фотографија Арчибалда Рајса
- Др Рајс прима сабљу у знак захвалности за све учињено за српски народ
- Фотографија Арчибалда Рајса
- Др Рајс са српским војницима
- Сахрана Арчибалда Рајса